# Рындица (приток Ситни)

Рындица — река в России, протекает в Стругокрасненском районе Псковской области. Река протекает в лесистой болотистой местности. Населённых пунктов по берегам реки нет. Устье реки находится в 91 км по правому берегу реки Ситня. Длина реки составляет 13 км. 

## Данные водного реестра
По данным государственного водного реестра России относится к Балтийскому бассейновому округу, водохозяйственный участок реки — Шелонь, речной подбассейн реки — Волхов. Относится к речному бассейну реки Нева (включая бассейны рек Онежского и Ладожского озера).
По данным геоинформационной системы водохозяйственного районирования территории РФ, подготовленной Федеральным агентством водных ресурсов:
- Код водного объекта в государственном водном реестре — 01040200412102000024755
- Код по гидрологической изученности (ГИ) — 102002475
- Код бассейна — 01.04.02.004
- Номер тома по ГИ — 2
- Выпуск по ГИ — 0